# Cyber Group Studios
Cyber Group Studios est une société française de production de films et de séries télévisées d'animations pour enfants, distribués en France et à l'international. La compagnie produit des animations 2D et 3D. Son travail a été récompensé par divers prix et nominations internationaux.

## Histoire
Cyber Group Animation est fondée en 2004. La compagnie change son nom en Cyber Group Studios en mars 2009.
En 2016, elle rachète Piktor Media et en janvier 2017, la compagnie lance Cyber Group Studios USA, une filiale localisée aux Culver Studios dans Culver City en Californie sous la direction de Richard Goldsmith. En novembre 2018, Cyber Group Studios a ouvert à Roubaix un studio d'animation.
Le studio est placé en liquidation judiciaire en avril 2025.

## Les productions et coproductions

### Série télévisée d'animation
- 2006 : Manon
- 2006 : Ozie Boo !
- 2007 : Les Blondes
- 2009 : Devine quoi ?
- 2010 : Grenadine et Mentalo
- 2010 : Les Légendes de Tatonka
- 2010 : Nini Patalo
- 2011 : Fish 'n' Chips
- 2011 : Zou
- 2013 : Mademoiselle Zazie
- 2014 : Mia
- 2015 : Les Chroniques de Zorro
- 2016 : Les enquêtes de Mirette
- 2018 : Nos voisins les pirates
- 2018 : Anatole Latuile
- 2019 : Taffy
- 2019 : Gigantosaurus
- 2020 : Droners[11]
- 2020 : Tom Sawyer
- 2022 : Héros à Moitié

### Série télévisée en prise de vues réelles
- 2008 : Foreign Body

## Récompenses
- 2008 : Prix Export TV France International : Catégorie Animation[12]